# Клее, Христиан Карл Людвиг
Христиан Карл Людвиг Клее (нем. Christian Carl Ludwig Klee; 1765—1823) — прибалтийский деятель культуры конца XVIII века, начала XIX века. Был преподавателем в Ревеле (ныне — Таллин), Москве и Санкт-Петербурге.

## Биография
Родился в Тангермюнде в 1765 году. Учился в университете Халле. С 1789 по 1792 год был приват-доцентом в университете Ринтельна. С 1792 году преподавал как домашний учитель в Эстонии. В 1800 году стал учителем в школе для девочек в Ревеле. В 1807 переехал в Москву, был заместителем директора в лютеранской школе при Соборе Святых Петра и Павла и вскоре стал её директором. В 1809 году стал учителем в Саратовской губернии. Вскоре вернулся в Москву в лютеранскую школу и получил вначале должность преподавателя, а затем в 1811 году вновь стал директором. В 1812 году переехал в Санкт-Петербург, затем в Ригу. В 1817 году он стал директором недавно построенной школы в Бромберг. Но в 1818 году ему пришлось оставить эту должность из-за опухоли глаз, которая сдела его почти слепым. В этом же году он переехал в Берлин, а затем в Кроссен.
Известен как автор книг «Handbuch der Rechenkunst» (Ревель, 1803); «Pilgerschaft durch Land und Leben» (Рига и Лейпциг, 1821); «Der hohe Beruf der Mutter» (Берлин, 1823) и др.